# 63ns Premis Tony
La 63ena edició dels Premis Tony va ser celebrada el 7 de juny de 2009 per reconèixer els èxits de les produccions de Broadway durant la temporada 2008–09. La cerimònia va tenir lloc al Radio City Music Hall (Nova York), i va ser retransmesa en directe per la cadena de televisió CBS. El presentador de la gala va ser Neil Patrick Harris.
La data límit d'elegibilitat va ser el 30 d'abril de 2009. El musical Billy Elliot, The Musical va ser la producció que va rebre més nominacions, 15, i va trencar el rècord de més nominacions, fins que va ser sobrepassat pel musical Hamilton, el qual en va rebre 16, Billy Elliot, The Musical també va ser el que va emportar-se més premis, 10. Next to Normal va rebre 11 nominacions i va emportar-se tres premis.
Va ser la primera vegada que la cerimònia, tant la gala dels premis i com la dels Premis Creative Arts, va ser retransmesa en directe en una pantalla al Times Square, simultàniament amb la que es va fer a la CBS. Tovah Feldshuh i Katie McGee van ser els presentadors de l'esdeveniment al Duffy Square.

## Cerimònia

### Presentadors
Entre els presentadors de la gala hi va haver:
| - Lucie Arnaz - Kate Burton - Kristin Chenoweth - Jeff Daniels - Hope Davis - Edie Falco - Will Ferrell - Harvey Fierstein - Carrie Fisher | - Jane Foda - Hallie Foote - James Gandolfini - Lauren Graham - Colin Hanks - Marcia Gay Harden - Anne Hathaway - Nicole Kidman | - Jessica Lange - Frank Langella - Angela Lansbury - Samantha Mathis - Audra McDonald - Gerald McRaney - Lin-Manuel Miranda - Bebe Neuwirth | - Steven Pasquale - David Hyde Pierce - Piper Perabo - Oliver Platt - Susan Sarandon - Kevin Spacey - John Stamos - Chandra Wilson |

### Actuacions
La cerimònia va començar amb un medley d'obertura en el qual van actuar les següents produccions:
| - Billy Elliot, The Musical – van interpretar "Electricity" (Elton John també va actuar amb la companyia) - West Side Story – van interpretar "Tonight" - Guys and Dolls – van interpretar "Luck Be a Lady" - Rock of Ages – van interpretar "Nothin' But a Good Time" (acompanyats per la banda Poison) - Pal Joey – van interpretar "Bewitched, Bothered, and Bewildered" | - Next to Normal – Aaron Tveit va interpretar "I'm Alive" - Shrek The Musical – van interpretar "Freak Flag" - 9 to 5: The Musical – van interpretar "9 to 5" (amb aparició especial de Dolly Parton) - Liza's at The Palace – Liza Minnelli va interpretar "And the World Goes ‘Round" - Hair – van interpretar "Let the Sun Shine In" |

Durant la cerimònia, va haver-hi les següents actuacions:
| - Shrek The Musical – "What's Up Duloc?" - West Side Story – "Dance at the Gym." - Rock of Ages – "I Want to Rock" i "Don't Stop Believing." - Guys and Dolls – "Sit Down, You're Rockin' The Boat." - Next to Normal – "You Don't Know" i "I Am The One." - Billy Elliot, The Musical – "Angry Dance" - Hair – "Hair" - Mamma Mia! – "Dancing Queen" (producció del Tour Nacional) | - Legally Blond – "So Much Better" - Jersey Boys – "Can't Take My Eyes off of You" i "Oh What a Night" (la companyia de Broadway va estar acompanyada dels quatre actors que interpretaven a Frankie Vallis en quatre tours) - Bebe Neuwirth i Broadway Inspirational Voices – "What I Dis for Love" - Neil Patrick Harris – "Tonight" (de West Side Story) i "Luck Be a Lady" (de Guys and Dolls) (amb la lletra reescrita per tal de destacar els moments, guanyadors i nominats de la gala) |

## Premis no competitius
- Premi Isabelle Stevenson – Phyllis Newman[7]
- Premi Lifetime Achievement in the Theatre – Jerry Herman[7]
- Premi al Teatre Regional – Signature Theatre, Arlington, Virginia[7]
- Premi Honorífic per l'excel·lència al teatre – Shirley Herz[7]
- Esdeveniment teatral especial – Liza's at The Palace[8]

## Guanyadors i nominats
Lin-Manuel Miranda i Cynthia Nixon van anunciar les nominacions el 5 de maig de 2009.
Els guanyadors estan destacats en negreta:
| Millor obra ‡ | Millor musical ‡ |
| --- | --- |
| - God of Carnage – Yasmina Reza - Dividing the Estate – Horton Foote - Reasons to Be Pretty – Neil LaBute - 33 Variations – Moises Kaufman                                                                         | - Billy Elliot, The Musical - Next to Normal - Rock of Ages - Shrek The Musical |
| Millor revival d'obra ‡ | Millor revival de musical ‡ |
| - The Norman Conquests - Joe Turner's Come and Gone - Mary Stuart - Waiting for Godot | - Hair - Guys and Dolls - Pal Joey - West Side Story |
| Millor actor en una obra | Millor actriu en una obra |
| - Geoffrey Rush – Exit the King - Jeff Daniels – God of Carnage - Raul Esparza – Speed-the-Plow - James Gandolfini – God of Carnage - Thomas Sadoski – Reasons to Be Pretty                                        | - Marcia Gay Harden – God of Carnage - Hope Davis – God of Carnage - Jane Fonda – 33 Variations - Janet McTeer – Mary Stuart - Harriet Walter – Mary Stuart |
| Millor actor en un musical | Millor actriu en un musical |
| - David Alvarez, Trent Kowalik i Kiril Kulish – Billy Elliot, The Musical - Gavin Creel – Hair - Brian d'Arcy James – Shrek The Musical - Constantine Maroulis – Rock of Ages - J. Robert Spencer – Next to Normal | - Alice Ripley – Next to Normal - Stockard Channing – Pal Joey - Sutton Foster – Shrek The Musical - Allison Janney – 9 to 5: The Musical - Josefina Scaglione – West Side Story                                                                                            |
| Millor actor de repartiment en una obra | Millor actriu de repartiment en una obra |
| - Roger Robinson – Joe Turner's Come and Gone - John Glover – Waiting for Godot - Zach Grenier – 33 Variations - Stephen Mangan – The Norman Conquests                                                             | - Angela Lansbury – Blithe Spirit - Hallie Foote – Dividing the Estate - Jessica Hynes – The Norman Conquests - Marin Ireland – Reasons to Be Pretty - Amanda Root – The Norman Conquests                                                                                   |
| Millor actor de repartiment en un musical | Millor actriu de repartiment en un musical |
| - Gregory Jbara – Billy Elliot, The Musical - David Bologna – Billy Elliot, The Musical - Marc Kudisch – 9 to 5: The Musical                                                                                       | - Karen Olivo – West Side Story - Jennifer Damiano – Next to Normal - Haydn Gwynne – Billy Elliot, The Musical - Martha Plimpton – Pal Joey - Carole Shelley – Billy Elliot, The Musical                                                                                    |
| Millor direcció d'una obra | Millor direcció d'un musical |
| - Matthew Warchus – God of Carnage - Phyllida Lloyd – Mary Stuart - Bartlett Sher – Joe Turner's Come and Gone - Matthew Warchus – The Norman Conquests                                                            | - Stephen Daldry – Billy Elliot, The Musical - Michael Greif – Next to Normal - Kristin Hanggi – Rock of Ages - Diane Paulus – Hair |
| Millor llibret de musical | Millor banda sonora (música i/o lletres) |
| - Lee Hall – Billy Elliot, The Musical - Brian Yorkey – Next to Normal - David Lindsay-Abaire – Shrek The Musical - Hunter Bell – [title of show]                                                                  | - Next to Normal – Tom Kitt (música) & Brian Yorkey (lletres) - Billy Elliot, The Musical – Elton John (música) & Lee Hall (lletres) - 9 to 5: The Musical – Dolly Parton (música i lletres) - Shrek The Musical – Jeanine Tesori (música) & David Lindsay-Abaire (lletres) |
| Millor escenografia d'una obra | Millor escenografia d'un musical |
| - Derek McLane – 33 Variations - Dale Ferguson – Exit the King - Rob Howell – The Norman Conquests - Michael Yeargan – Joe Turner's Come and Gone                                                                  | - Ian MacNeil – Billy Elliot, The Musical - Robert Brill – Guys and Dolls - Scott Pask – Pal Joey - Mark Wendland – Next to Normal |
| Millor vestuari d'una obra | Millor vestuari d'un musical |
| - Anthony Ward – Mary Stuart - Dale Ferguson – Exit the King - Jane Greenwood – Waiting for Godot - Martin Pakledinaz – Blithe Spirit                                                                              | - Tim Hatley – Shrek The Musical - Gregory Gale – Rock of Ages - Nicky Gillibrand – Billy Elliot the Musical - Michael McDonald – Hair |
| Millor il·luminació d'una obra | Millor il·luminació d'un musical |
| - Brian MacDevitt – Joe Turner's Come and Gone - David Hersey – Equus - David Lander – 33 Variations - Hugh Vanstone – Mary Stuart                                                                                 | - Rick Fisher – Billy Elliot, The Musical - Kevin Adams – Hair - Kevin Adams – Next to Normal - Howell Binkley – West Side Story |
| Millor coreografia | Millors orquestracions |
| - Peter Darling – Billy Elliot, The Musical - Karole Armitage – Hair - Andy Blankenbuehler – 9 to 5: The Musical - Randy Skinner – Irving Berlin's White Christmas                                                 | - Martin Koch – Billy Elliot, The Musical (empat) - Michael Starobin & Tom Kitt – Next to Normal (empat) - Larry Blank – Irving Berlin's White Christmas - Danny Troob & John Clancy – Shrek The Musical                                                                    |

1. ↑  Els tres actors van donar vida a Billy Elliot[11]

‡ Premi atorgat als productors del musical o obra.

### Premis i nominacions per producció
| Producció                       | Nominacions | Premis |
| ------------------------------- | ----------- | ------ |
| Billy Ellitot the Musical       | 15          | 10     |
| Next to Normal                  | 11          | 3      |
| Hair                            | 8           | 1      |
| Shrek The Musical               | 8           | 1      |
| Mary Stuart                     | 7           | 1      |
| The Norman Conquests            | 7           | 1      |
| God of Carnage                  | 6           | 3      |
| Joe Turner's Come and Gone      | 6           | 2      |
| Rock of Ages                    | 5           | 0      |
| 33 Variations                   | 5           | 1      |
| Exit the King                   | 4           | 1      |
| 4                               | 0           |        |
| Pal Joey                        | 4           | 0      |
| West Side Story                 | 4           | 1      |
| Reasons to Be Pretty            | 3           | 0      |
| Waiting for Godot               | 3           | 0      |
| Blithe Spirit                   | 2           | 0      |
| Dividing the Estate             | 2           | 0      |
| Equus                           | 2           | 0      |
| Guys and Dolls                  | 2           | 0      |
| Irving Berlin's White Christmas | 2           | 0      |
| Speed-the-Plow                  | 1           | 0      |
| [title of show]                 | 1           | 0      |

## In Memoriam
The Broadway Inspirational Voices van cantar "What I Did for Love" del musical A Chorus Line mentre apareixien fotos de personalitats del teatre que havien mort durant aquell any. Entre les persones recordades hi va haver:
| - Harold Pinter - Lither Davis - Estelle Getty - Dale Wasserman - Larry Haines - Edie Adams - Bruce Adler - Horton Foote | - James Whitmore - Sydney Chaplin - Clive Barnes - Marilyn Cooper - Tom O'Hargan - Bea Arthur - Ron Silver - Robert Prosky | - Roy A. Somlyo - Robert Anderson - Lee Solters - Pat Hingle - Irving Cheskin - Anna Manahan - Sam Cohn - George Furth | - Eartha Kitt - Hugh Leonard - Rodger McFarlane - William Gibson - Tharon Musser - Paul Sills - Lawrence Miller - Paul Newman |